# 巴拉圭交通
巴拉圭的交通以陸路運輸為主，由於國土地廣人稀，道路網主要分布于巴拉圭河以东的地区，首都亞松森至第二大城東方市的道路路況較佳，且运输量较大，但尚未筑建高速公路系統。该国的陆运、水运和空运均已形成网络，但基础设施和管理仍有待改善。

## 公路运输

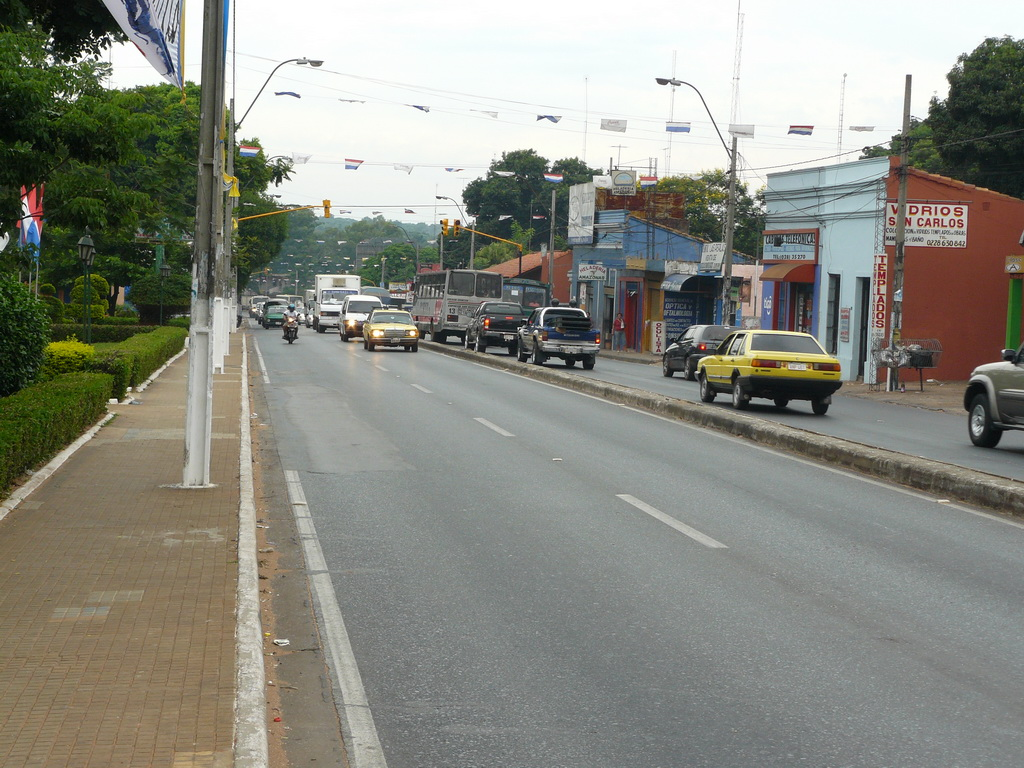
巴拉圭2号国道卡皮亞塔路段

巴拉圭拥有约30,000公里的公路，道路網主要分布于巴拉圭河以东的地区，大廈谷大草原地区公路较少，查科纵贯线为连接首都亞松森与大厦谷诸省、以及邻国玻利維亞的主要干线。此外，由于巴拉圭为內陸國家，无出海口，该国部分商品也经由此公路及玻利维亚进入智利诸海港，进而输出至亚太地区。
首都亞松森与第二大城市東方市之間有2号国道相連，并通过东方市的友谊大桥连接至巴西的伊瓜苏，路况较為良好。國道1號则是连接亚松森与南部重镇恩卡纳西翁的干线公路，是巴拉圭最早的国道之一。

## 铁路运输

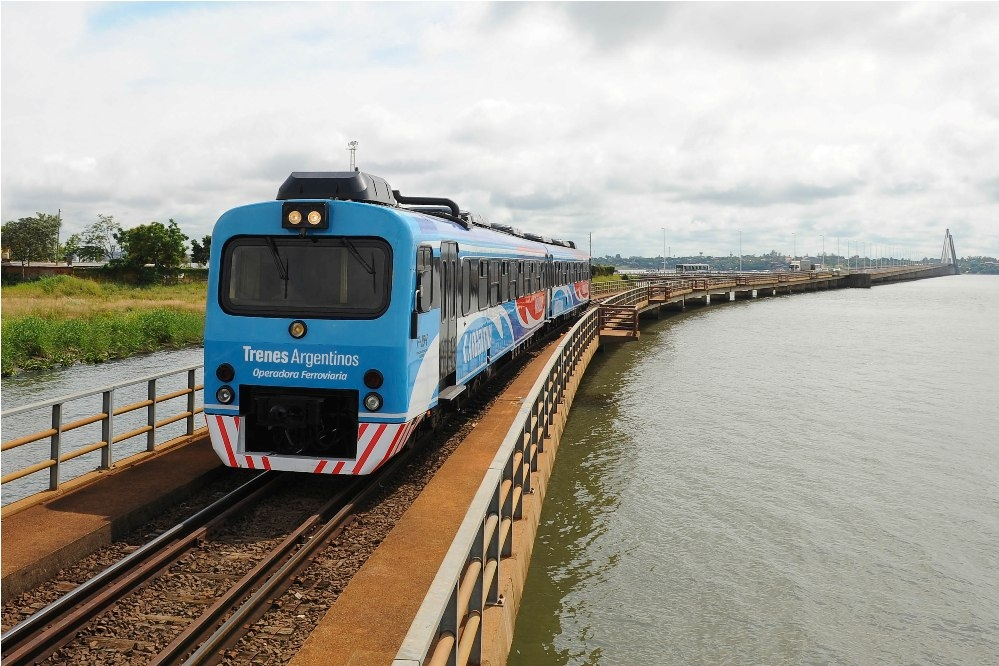
一列来往于阿根廷与巴拉圭的国际列车

1856年，巴拉圭獨裁者卡洛斯·安东尼奥·洛佩斯决定在国内修筑铁路，1860年起开始运营，并最终由亚松森延伸至恩卡纳西翁，此外，在大厦谷地区也有少量的铁路，用以将工厂的加工产品运往巴拉圭河畔的码头，均于1999年停驶，目前只有恩卡纳西翁至阿根廷波萨达斯的国际铁路、以及亚松森至伊帕卡賴的观光铁路仍然在运营中。

## 内河运输
巴拉圭河为贯穿巴拉圭的主要河流，水量丰沛，适合航行，船舶可由亞松森直达拉普拉塔河口的布宜諾斯艾利斯。

## 空运

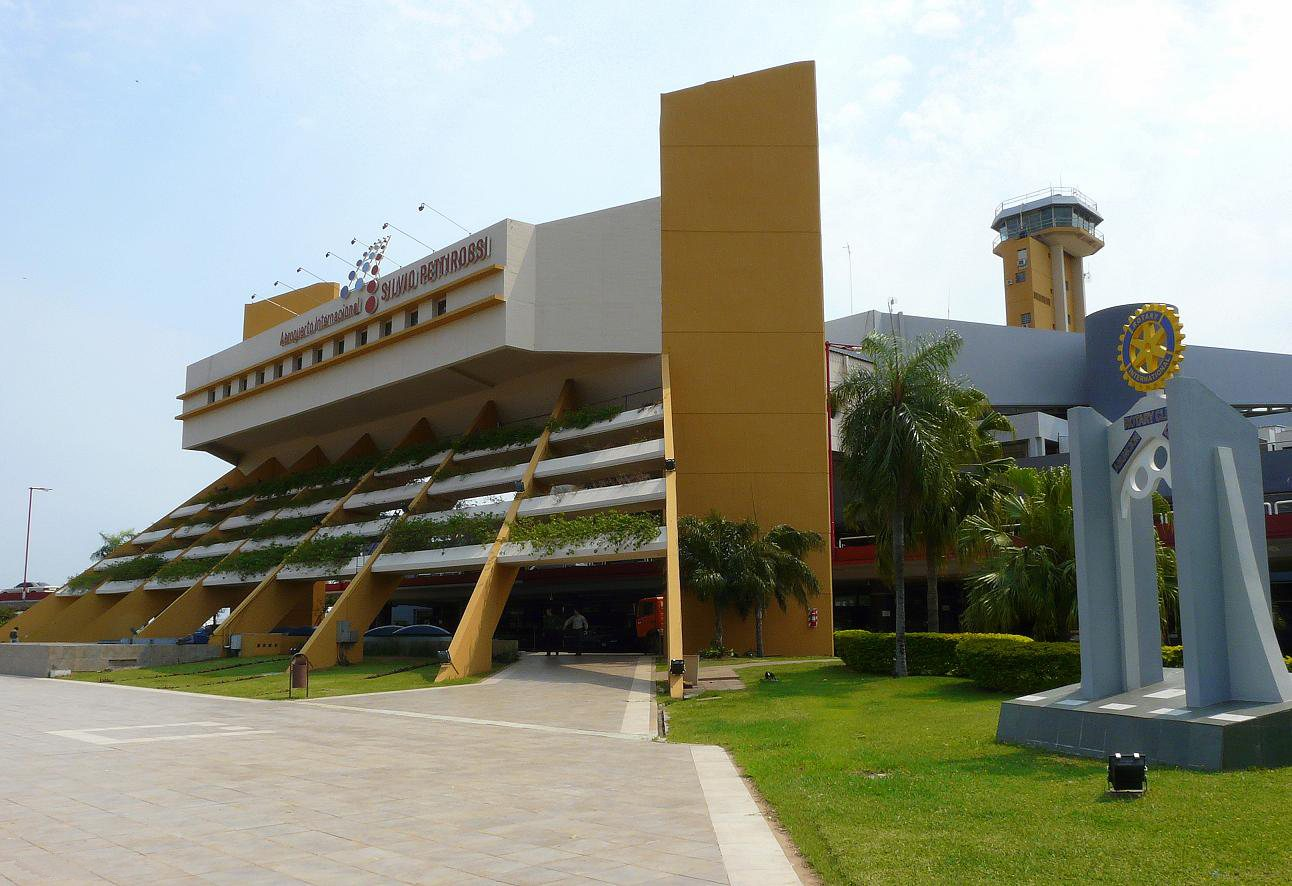
西爾維奧·佩蒂羅西國際機場，巴拉圭最主要的国际机场

巴拉圭共有878个機場，但只有两个可以接收四引擎的民航客機。其中，位于首都亚松森近郊的西爾維奧·佩蒂羅西國際機場为该国的主要国际机场，有定期飞往巴拿马、秘鲁、巴西、阿根廷、智利及西班牙的国际航班。而位於第二大城市東方市的瓜拉尼國際機場，则主要承担國內線以及區域國際客运航線，東方市工業產品也多通过该机场输出。